# Nieuport 11
Die Nieuport 11, auch als Nieuport Bébé, von den Briten als Nieuport Baby oder Nieuport Scout bezeichnet, war ein 1915 von der Firma Societé Anonyme des Établissements Nieuport entwickeltes französisches Jagdflugzeug, das im Ersten Weltkrieg eingesetzt wurde.

## Entwicklung
Der von Gustave Delage konstruierte Doppeldecker war eine verkleinerte Version des zweisitzigen Jagdflugzeuges Nieuport 10 und ging auf den Entwurf eines Rennflugzeuges mit 80-PS-Gnôme-Umlaufmotor zurück, das ursprünglich für den aufgrund des Kriegsausbruchs 1914 ausgefallenen Gordon-Bennet-Wettbewerb konstruiert worden war.
Das Flugzeug war ein leichter Doppeldecker und sollte die veralteten  Morane-Saulnier L und LA im Kampf gegen die sogenannte „Fokker-Plage“ (Fokker Scourge) ablösen: 1915 hatten die deutschen Luftstreitkräfte mit den Fokker-Eindeckern die Luftherrschaft über der Westfront errungen. Der Hauptvorteil der Fokker war das synchronisierte Maschinengewehr, das durch den Propellerkreis feuern konnte und damit dem Piloten mit dem Steuerknüppel das direkte Zielen auf den Gegner ermöglichte, ohne durch den Propeller behindert zu werden. Die Alliierten verfügten jedoch noch nicht über diese Technik, so wurde das Lewis- oder Hotchkiss-MG auf die obere Tragfläche montiert. Dieses war ähnlich effektiv wie das Fokker-MG, musste allerdings aufgrund eines Magazins von nur 47 Patronen immer wieder umständlich nachgeladen werden. Einige Flugzeuge wurden zusätzlich mit Le-Prieur-Raketen zur Ballonabwehr ausgerüstet.
Die Nieuport 11 besaß einen 59 kW (80 PS) leistenden Gnôme-Rhône-Umlaufmotor. Ihre beiden Tragflächen waren über V-Stiele verbunden. Die untere Tragfläche war nach hinten versetzt und wesentlich schmaler; sie maß nur etwa die halbe Fläche der oberen Tragfläche. Im Gegensatz zu den Fokker-Eindeckern, die über Tragflächenverwindungen gesteuert wurden, setzte Delage Querruder ein.

## Einsatz
Die erste Maschine, als Nieuport Nie. 11C.1 (C=Combat, 1=Einsitzer) kam am 5. Januar 1916 an die Aéronautique Militaire geliefert; noch in diesem Monat erreichte die Einsatzstärke bereits 90 Maschinen. Britisches Heer und Marine – Royal Flying Corps und Royal Naval Air Service – setzten nun ebenfalls Nieuport 11 ein.
Die „Bébé“ erwies sich bald aufgrund ihrer Steigfähigkeit, Geschwindigkeit und Manövrierfähigkeit den Fokker-Eindeckern im Luftkampf überlegen und konnte diese leicht ausmanövrieren. Mit den französischen Nieuport 10 und 11 sowie den britischen Airco D.H.2 und F.E.2b gewannen die Alliierten im Frühjahr 1916 die taktische Luftüberlegenheit zurück, was insbesondere an den umkämpften Frontabschnitten bei Verdun und an der Somme im Westen von großer Bedeutung war. Sogar an den Dardanellen kam die Nieuport 11 zum Einsatz.
Zahlreiche erfolgreiche Kampfflieger errangen ihre ersten Luftsiege auf der Nieuport 11, darunter der Franzose Georges Guynemer, der Russe Alexander Alexandrowitsch Kasakow, der Belgier Willy Coppens, der Amerikaner Raoul Lufbery der Italiener Francesco Baracca, der Brite Albert Ball und der Australier Roderic Stanley Dallas. Bekannt wurde auch ihr Einsatz bei der Escadrille La Fayette, einer Schwadron der französischen Luftstreitkräfte (Aéronautique Militaire), die überwiegend aus amerikanischen Kriegsfreiwilligen bestand.

### Einsatzländer
Die Nieuport 11 wurde in hohen Stückzahlen hergestellt und in vielen Ländern verwendet. Dux in Russland und Aeronautica Macchi in Italien (656 Stück als Nieuport 11000) sowie Hersteller in Spanien und den Niederlanden produzierten die Maschine in Lizenz. Eine erbeutete Nieuport 11 diente auch deutschen Herstellern als Vorbild, unter anderem für die Jagdflugzeuge Siemens-Schuckert D.I, Euler D.I, Schütte-Lanz D.I und die erfolgreiche Albatros D.III.
Das Flugzeug wurde an die Luftstreitkräfte von Belgien, Tschechoslowakei, Frankreich, Italien, Niederlande, Rumänien, Russland, Serbien (Jugoslawien), Siam (zwei Flugzeuge), Ukraine (ein Flugzeug) und Großbritannien geliefert.

### Die Nieuport 11 im Leistungsvergleich
| Name                         | Land                   | Motorstärke | max. Geschwindigkeit | Startmasse | MG | Gipfelhöhe |
| ---------------------------- | ---------------------- | ----------- | -------------------- | ---------- | -- | ---------- |
| Nieuport 11                  | Frankreich             | 80 PS       | 156 km/h             | 480 kg     | 1  | 4700 m     |
| Morane-Saulnier N            | Frankreich             | 110 PS      | 144 km/h             | 510 kg     | 1  | 4000 m     |
| Fokker E.III                 | Deutsches Reich        | 100 PS      | 140 km/h             | 610 kg     | 1  | 3600 m     |
| Airco D.H.2                  | Vereinigtes Königreich | 100 PS      | 150 km/h             | 654 kg     | 1  | 4265 m     |
| Royal Aircraft Factory F.E.2 | Vereinigtes Königreich | 160 PS      | 147 km/h             | 935 kg     | 1  | 3353 m     |
| Albatros D.I                 | Deutsches Reich        | 160 PS      | 175 km/h             | 898 kg     | 2  | 6000 m     |

## Einsatzende
Die verbesserte Nieuport 16 mit stärkerem Motor und synchronisiertem MG löste ab Sommer 1916 die Nieuport 11 ab; diese wurden nun mit Clerget-7Z-Motoren umgerüstet und als Schulflugzeuge verwendet. In Italien blieben die Nieuport 11 noch bis Sommer 1917 im Dienst.

## Technische Daten
| Kenngröße             | Daten                                                   |
| --------------------- | ------------------------------------------------------- |
| Besatzung             | 1 Pilot                                                 |
| Länge                 | 5,64 m                                                  |
| Spannweite            | 7,52 m                                                  |
| Höhe                  | 2,45 m                                                  |
| Flügelfläche          | 13,30 m²                                                |
| Leermasse             | 320 kg                                                  |
| Startmasse            | 480 kg                                                  |
| Triebwerk             | 9-Zylinder-Umlaufmotor Gnome-Rhône 9J mit 59 kW (80 PS) |
| Bewaffnung            | Hotchkiss- oder Lewis-MG 7,7 mm (.303 inch)             |
| Höchstgeschwindigkeit | 156 km/h                                                |
| Steigzeit auf 1000 m  | 3:47 min                                                |
| Steigzeit auf 2000 m  | 8:19 min                                                |
| Steigzeit auf 3000 m  | 14:51 min                                               |
| Steigzeit auf 4000 m  | 28:02 min                                               |
| Dienstgipfelhöhe      | 4700 m                                                  |
| Flugdauer             | 2:30 h                                                  |
| Stückzahl             | ca. 7200                                                |

## Bilder

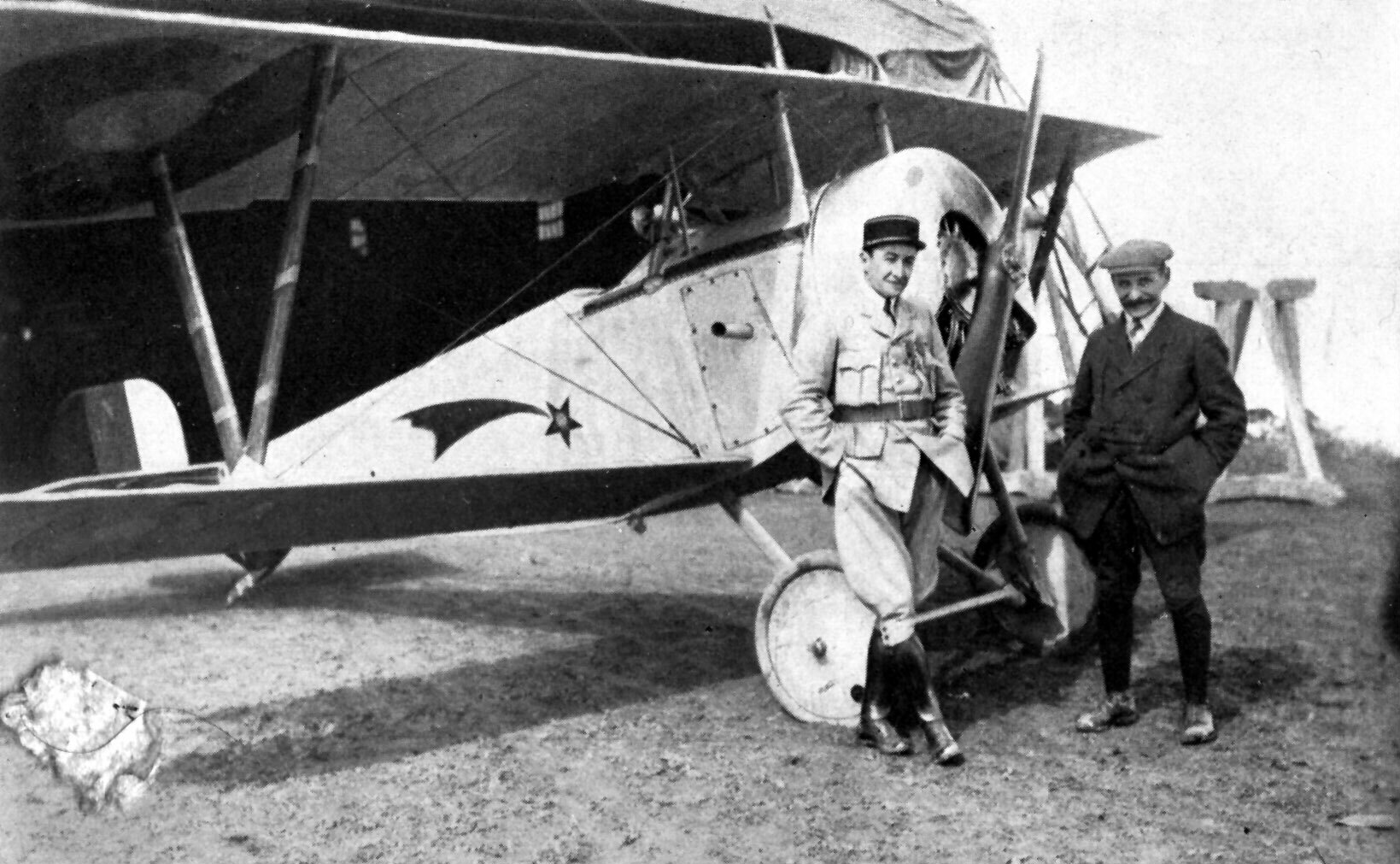
Der US-Kriegsfreiwillige Bert Hall vor seiner Nieuport 11 in der Escadrille La Fayette
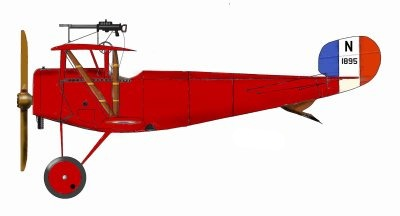
„Le sentinelle de Verdun – der Wächter von Verdun“: Nieuport 11 von Sous-Lieutenant Jean Navarre
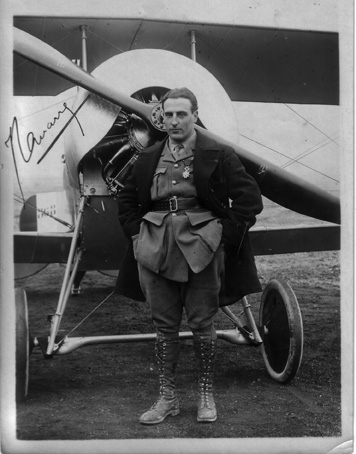
Jean Navarre, Escadrille de chasse N 67, vor seiner Nie.11
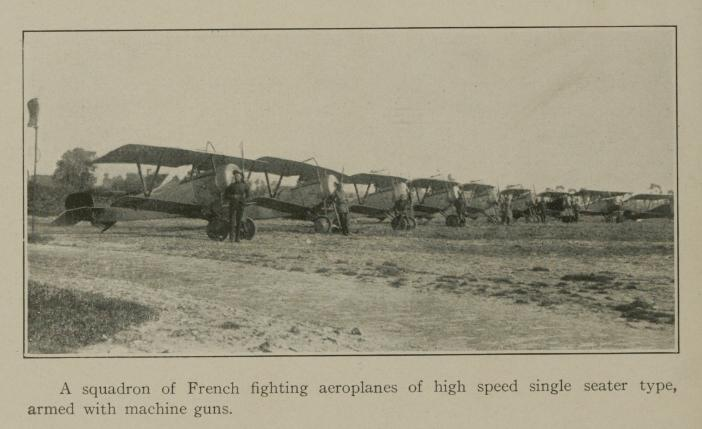
Jagdstaffel mit Nieuport 11
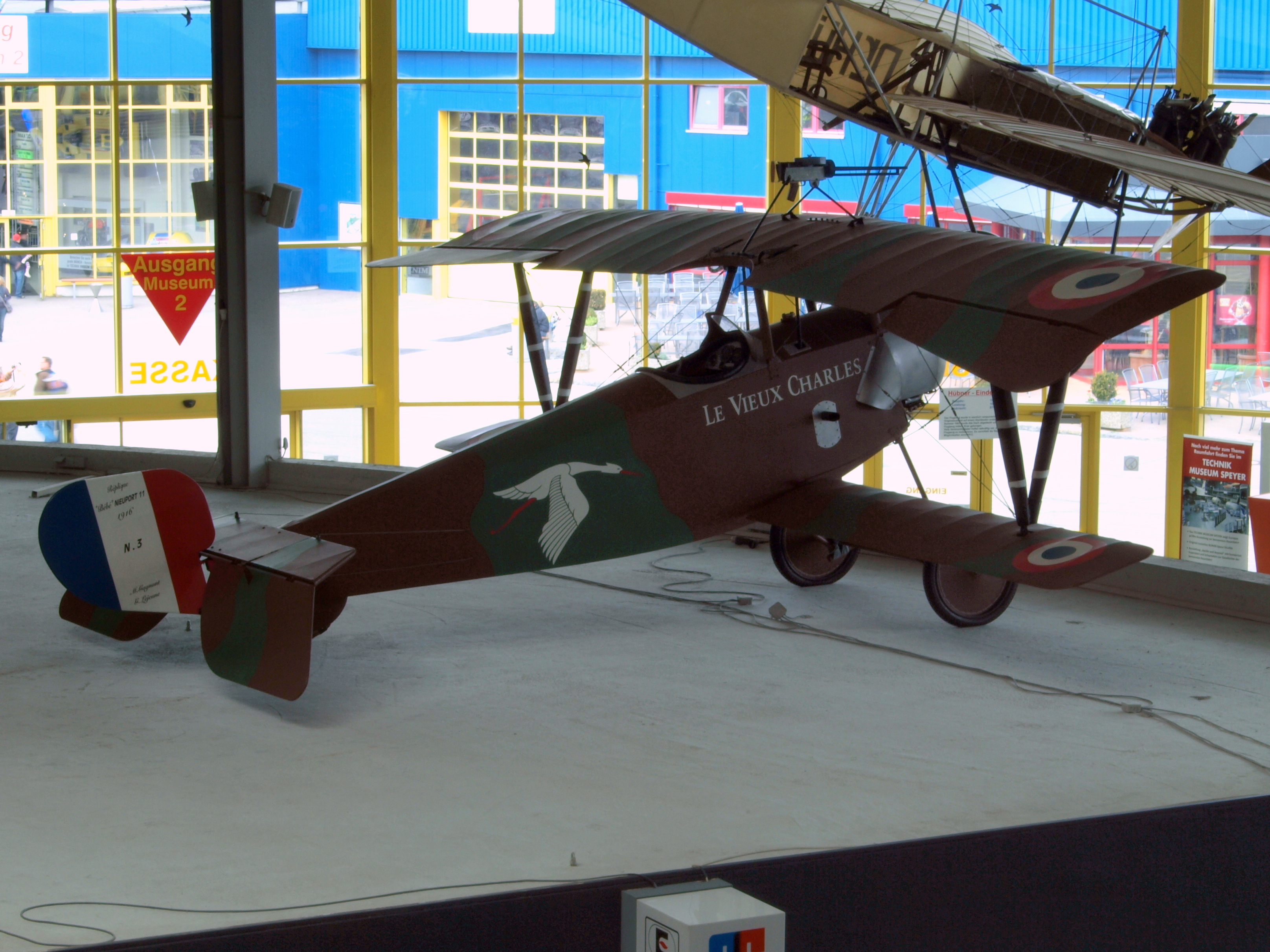
Nieuport 11 im Technikmuseum Sinsheim
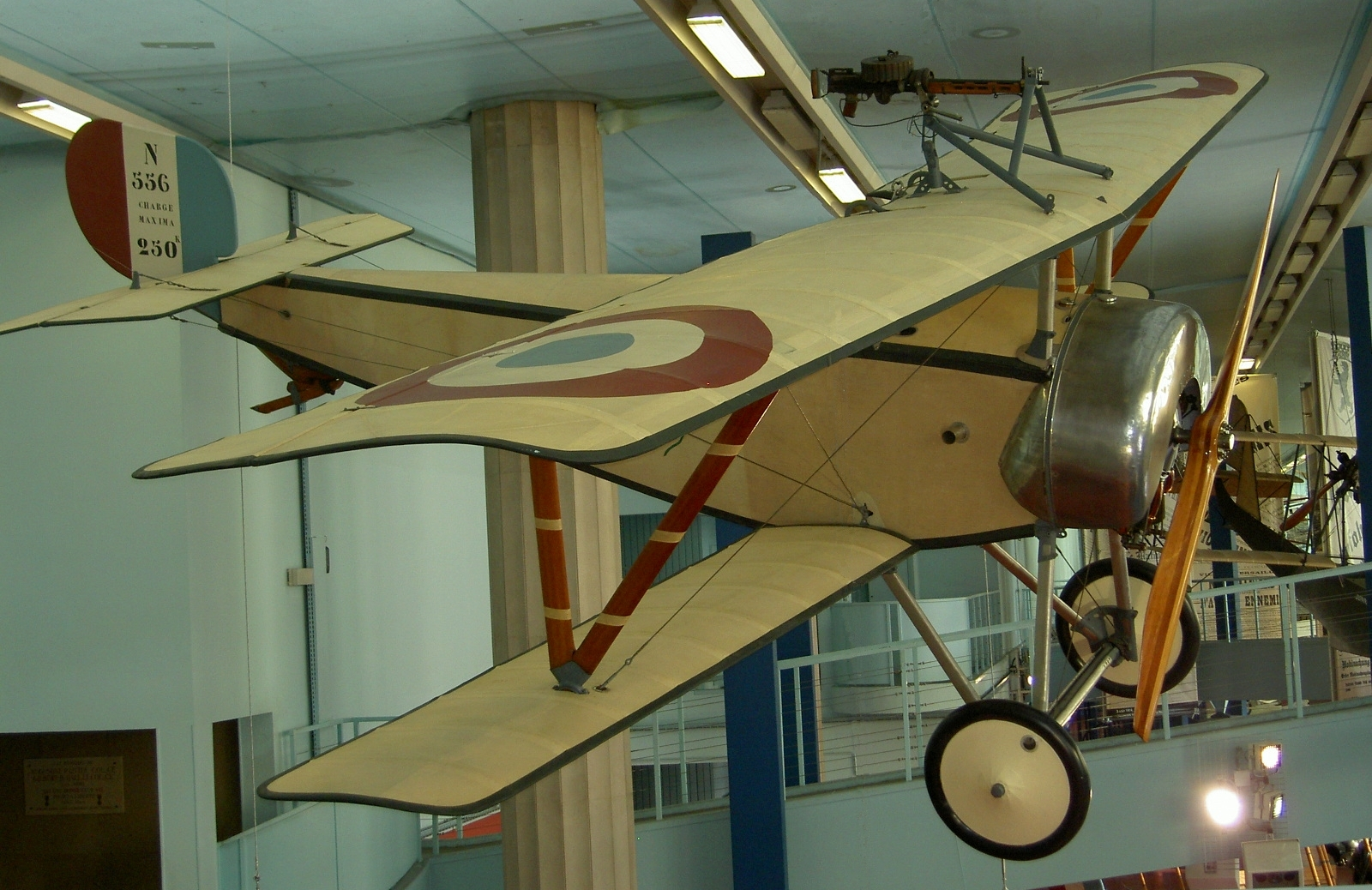
Nieuport 11 im Luftfahrtmuseum Le Bourget
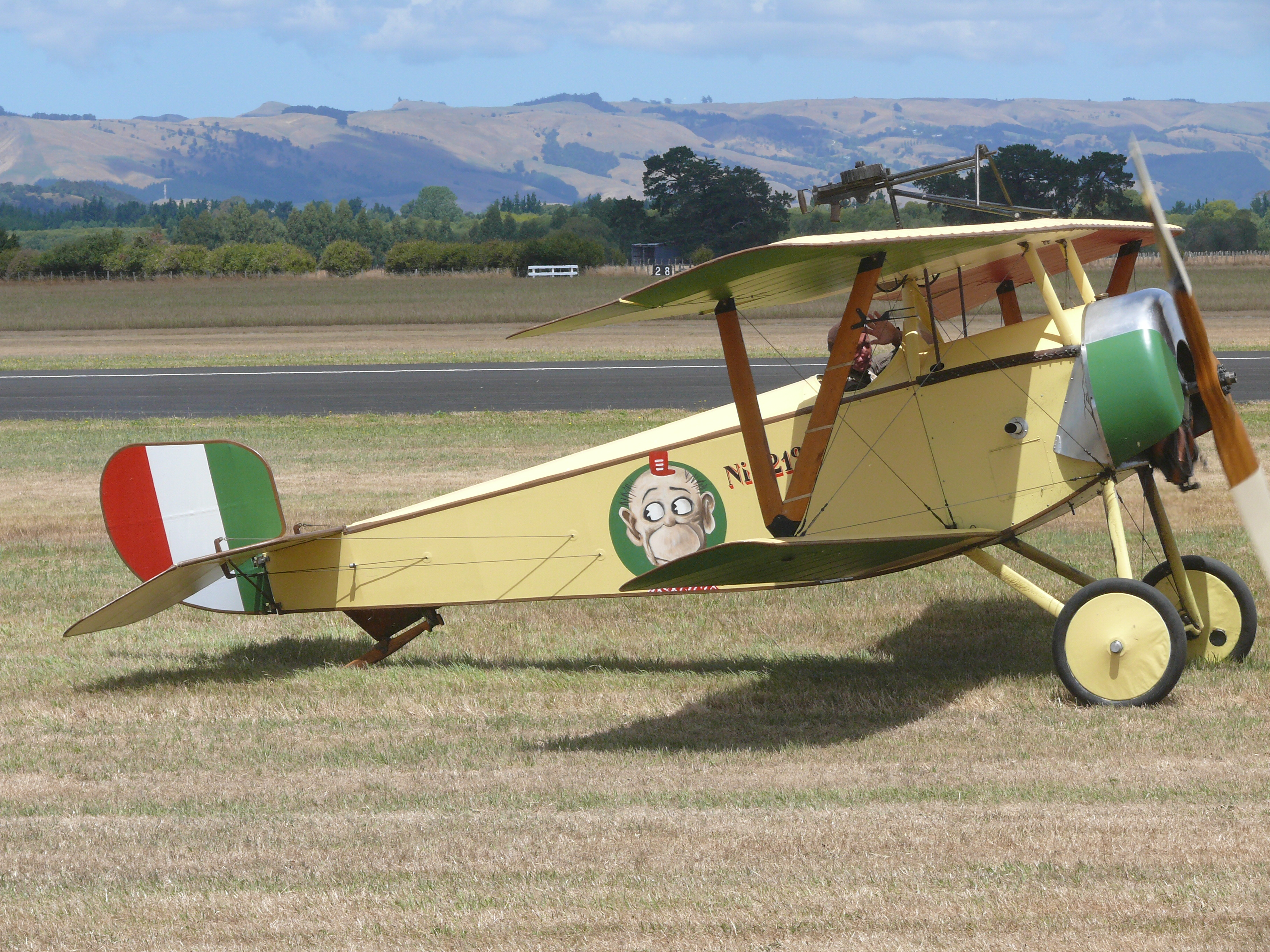
Italienische Nieuport 11